# Powers That Prey
Powers That Prey è un film muto del 1918 diretto da Henry King. La sceneggiatura di Will M. Ritchey si basa su un soggetto dello stesso Ritchey. Prodotto dalla American Film Company, aveva come interpreti Mary Miles Minter, Allan Forrest, Harvey Clark, Clarence Burton.

## Trama
Dovendo lasciare il paese dopo avere attaccato dalle pagine del suo giornale Jarvis McVey, un politicante corrotto, Burton Grant chiede alla figlia Sylvia di affidare la direzione del Daily News a Frank Summers, giovane e dinamico redattore cittadino. Lei, però, sentendosi in grado di assumersi da sola la responsabilità della direzione del giornale, licenzia Frank e decide di occuparsene personalmente. Mentre Frank continua comunque a seguire per conto suo gli sviluppi della situazione che lo portano a scoprire che McVey è in combutta con il presidente delle ferrovie in un piano truffaldino, gli esiti della direzione di Sylvia si rivelano invece disastrosi: la ragazza raggiunge il vertice dei pasticci uscendo con un'edizione straordinaria dove sostiene che McVey andrebbe incatramato e coperto di piume. Grant torna appena in tempo per impedire ai cittadini infuriati di dare seguito a quel suggerimento, riuscendo poi a costringere McVey a lasciare la città. Ordina poi a Sylvia di tornare a scuola, ma lei decide invece di diventare la signora Summers.

## Produzione
Il film fu prodotto dall'American Film Company con il titolo di lavorazione Extra! Extra!.

## Distribuzione
Distribuito dalla Mutual, il film uscì nelle sale statunitensi il 4 marzo 1918.
Non si conoscono copie ancora esistenti della pellicola che viene considerata presumibilmente perduta.